# Peruc (stacja kolejowa)
Peruc – stacja kolejowa w miejscowości Peruc, w kraju usteckim, w Czechach. Znajduje się na wysokości 355 m n.p.m.
Jest zarządzana przez Správę železnic. Na stacji nie ma możliwości zakupu biletów, a obsługa podróżnych odbywa się w pociągu.

## Linie kolejowe
- 110 Kralupy nad Vltavou - Louny